# Escrava do Silêncio
Escrava do Silêncio é uma telenovela brasileira exibida pela TV Cultura entre 22 de março e 21 de maio de 1965 em 45 capítulos, às 18h30. Foi escrita por Leonor Pacheco e dirigida por Dalmo Ferreira e Lúcia Lambertini, que também produziu a novela.

## Enredo
Terrível maldição em família rica: uma jovem fica muda devido ao abalo psicológico.

## Elenco
| Elenco            | Personagem     |
| ----------------- | -------------- |
| Edy Cerri         | Denise         |
| Xênia Bier        | Jeanette       |
| Kleber Afonso     | Piérre         |
| Suzy Arruda       | Madame Monsard |
| Didi Pacheco      | Cherie         |
| Haylton Farias    | Felipe         |
| Ênio Gonçalves    | Jean           |
| Ivete Jayme       | Maria          |
| Leonor Lambertini | Madame Lucien  |
| Hervê Leblon      | Mestre         |
| Norberto Nardone  | Indra          |
| Roberto Orozco    | Charles        |
| Noel Silva        | Comissário     |
| Annamaria Dias    |                |